# Auchtergaven

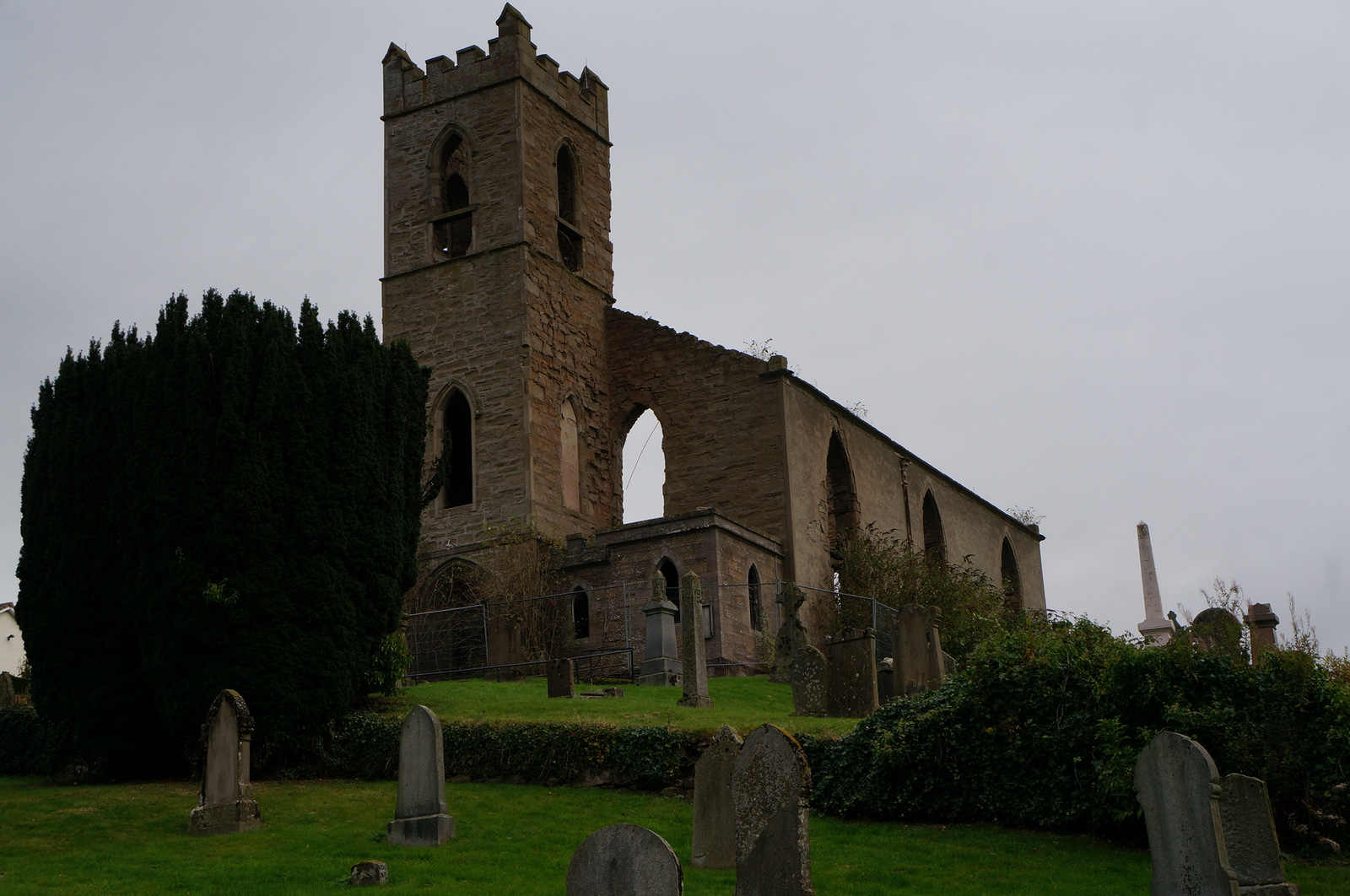
Die Ruine der alten Kirche von Bankfoot

Auchtergaven ist eine historische Verwaltungseinheit (Civil Parish) im Norden von Schottland. Vom Typ her handelt es sich um eine Gemeinde. Sie lag  nördlich von Perth in der heutigen Region Perth and Kinross. In Bezug auf die traditionellen Grafschaften zählte Auchtergaven zu Perthshire. Sieben weitere Civil Parishes lagen angrenzend: Cargill, Kinclaven, Little Dunkeld, Logiealmond, Moneydie, Redgorton und St Martins.
Das Gebiet des Civil Parishes ist im Westen bergisch, im Osten reicht es, in einem schmalen Streifen, bis an den Fluss River Tay.
Den zentralen Ort des Parishes bildete Bankfoot, zu den weiteren zählten Meikle Obney, Staredam, Tullybelton und Waterloo.
Die Orte des Civil Parishes kamen Ende des 20. Jahrhunderts an die Community Council Area Stanley.